# Gloster Javelin
Die Gloster Javelin (Javelin = Speer) war ein zweistrahliges Jagdflugzeug der Zeit des Kalten Krieges aus britischer Produktion. Hersteller war die Gloster Aircraft Company.

## Geschichte
Bereits 1947 hatten die Projektierungsarbeiten zu diesem ungewöhnlichen Muster begonnen. Im März 1948 entschied das Ministry of Supply, vier Prototypen zu beschaffen, im April 1948 trat ein entsprechender Vertrag in Kraft. Auch von der konkurrierenden De Havilland DH.110 Sea Vixen wurden vier Prototypen beschafft. Im Jahr 1951 startete der Prototyp, das weltweit erste Jagdflugzeug mit Deltaflügeln und deltaförmigen T-Leitwerk unter der Bezeichnung G.A. 5 zu seinem Erstflug. Im Jahr 1952 konnte sich die Maschine gegen die DH.110 durchsetzen, da ihr Entwicklungspotential von der RAF und dem Verteidigungsministerium höher bewertet wurde. Der erste Prototyp verlor am 29. Juni 1952 während eines Hochgeschwindigkeitsversuches innerhalb von 2 Sekunden beide Höhenruder. Beim Versuch einer Notlandung zerbrach die Maschine auf der Piste und geriet in Brand. Der Testpilot Bill Waterton konnte sich aus der Maschine retten und auch die Flugdatenschreiber bergen. Dafür wurde er mit der George Medal ausgezeichnet.
Im Jahr 1954 lieferte Gloster die erste von 40 serienmäßigen Javelin FAW.Mk.1 aus. Die erste Einsatzstaffel war ab August 1956 einsatzbereit und im Bereich der RAF Germany war ab August 1957 die 87. Squadron in RAF Brüggen der erste Mk.1-Einsatzverband. 1955 flog dann der Prototyp der FAW.Mk.2, von der 25 Maschinen entstanden. 1956 erschien eine Trainerversion T.Mk.3, von der 21 Maschinen gebaut wurden. Wegen anhaltender Probleme war aber erst ab 1956 eine Einführung der Javelin in den Truppendienst bei der Royal Air Force möglich. Es folgten noch marginal verbesserte FAW.Mk.4, Mk.5 und Mk.6. Erst die letzten beiden Serienversionen Mk.7 und Mk.8 wiesen erhebliche Verbesserungen wie Nachbrennertriebwerke auf. Die Serienproduktion endete nach 436 Maschinen mit der Mk.8. Als Mk.9 wurden später aus der Mk.7 modernisierte Maschinen bezeichnet.
Javelins wurden Ende der 1950er-/Anfang der 1960er-Jahre als Allwetter-Abfangjäger auch bei der RAF Germany eingesetzt (siehe unten). Daneben waren Javelins außerhalb von Großbritannien auch in Zypern, Sambia, Singapur, Malaysia und Hongkong stationiert. 1964 wurden die letzten Javelin des Fighter Command durch Lightnings ersetzt. Die weitere Außerdienststellung der Javelin erfolgte 1966 in Deutschland und schließlich 1968 in Singapur.
Die Javelin war das letzte von Gloster produzierte Flugzeug. Heute sind noch etwa 10 Exemplare in Museen zu finden.

## Varianten
Insgesamt wurden 435 Exemplare bei Gloster und Armstrong-Whitworth gebaut, beide Firmen gehörten damals schon zur Hawker-Siddeley-Gruppe (siehe auch die Informationen über das Bezeichnungssystem britischer Luftfahrzeuge).
GA.5
7 Prototypen
FAW.Mk.1
Ursprüngliche Version des Einsitzers mit Armstrong-Siddeley-Sapphire-Sa.6-Triebwerken mit je 35,6 kN Schub, British-AI.17-Radar, vier 30-mm-ADEN-Kanonen, 40 Stück neugebaut, zusätzlich wurden die sieben Prototypen zur FAW.1 umgerüstet
FAW.Mk.2
Anstelle des AI.17 Radar mit dem US-amerikanischen Westinghouse AN/APQ-43, bei der RAF als AI-22 bezeichnet, 30 gebaut.
T.Mk.3
Zweisitziger Trainer ohne Radar, aber mit den vier Kanonen, voll beweglichem Höhenruder, verlängertem Rumpf mit größerer interner Kraftstoffkapazität, 22 gebaut plus 1 Prototyp.
FAW.Mk.4
Ähnlich der FAW.1 mit AI.17-Radar, mit zusätzlichen Vortex-Generatoren auf den Tragflächen für verbesserte Stall-Eigenschaften, voll beweglichem Höhenruder, 50 gebaut.
FAW.Mk.5
Gegenüber der FAW.4 mit geändertem Tragflächenaufbau inklusive zusätzlicher Kraftstofftanks und der Vorbereitung von Aufnahmestationen für Luft-Luft-Rakete, 64 gebaut.
FAW.Mk.6
Variante der FAW.5, jedoch mit dem Westinghouse-Radar, 33 gebaut.
FAW.Mk.7
Meistgebaute Javelin-Version. Verbesserte Sa.7-Triebwerke mit je 48,9 kN Schub, verlängertem hinteren Rumpf, bewaffnet mit zwei 30 mm ADEN plus vier Firestreak-Luft-Luft-Raketen, einige FAW.7s (2 Staffeln) waren lediglich mit den vier Kanonen bewaffnet, 142 gebaut.
FAW.Mk.8
Nochmals verbesserte Sa.7R-Triebwerke mit Nachbrenner und je 54,7 kN Schub oberhalb einer Flughöhe von 6,100 m, geänderte Flügelvorderkanten und automatischem Gier-Stabilisator. 47 Maschinen gebaut.
FAW.Mk.9
Ehemalige FAW.7 mit Tragflächen und Triebwerken der FAW.8, 118 gebaut
FAW.Mk.9F/R
FAW.9 mit Luftbetankungsstutzen, 44 umgerüstet
FAW.Mk.9R
FAW.9F/R mit Aufhängungen für Tragflächen-Zusatztanks für höhere Reichweite, 40 umgerüstet.

## Zwischenfälle
Vom Erstflug 1951 bis zum Einsatzende 1975 kam es mit Gloster Javelin zu 85 Totalschäden, davon 14 auf dem Gebiet der Bundesrepublik Deutschland. Bei 14 von allen Unfällen kamen 21 Personen ums Leben.
Am 5. November 1963 stürzte eine Gloster Javelin nach Triebwerksausfall bei schlechter Sicht auf den Ort Jaujac im französischen Departement Ardèche. Pilot und Co-Pilot retteten sich mit Fallschirm, in Jaujac starben fünf Menschen.

## Technische Daten

Dreiseitenriss FAW.Mk.9

| Kenngröße              | Daten der Javelin FAW.Mk.9 |
| ---------------------- | --- |
| Besatzung              | 2 |
| Länge                  | 17,16 m |
| Spannweite             | 15,58 m |
| Höhe                   | 4,88 m |
| Flügelfläche           | 86,21 m² |
| Flügelstreckung        | 2,8 |
| Flächenbelastung       | 166 kg/m² |
| Leermasse              | 10.886 kg |
| Startmasse             | normal 17.420 kg maximal 19.580 kg                                                                                              |
| Triebwerke             | 2 × Armstrong-Siddeley Sapphire 204 je 54,00 kN                                                                                 |
| Höchstgeschwindigkeit  | 1.140 km/h in 8.000 m 1.105 km/h in Bodennähe                                                                                   |
| Steiggeschwindigkeit   | 27,45 m/s |
| Steigzeit auf 15.250 m | 9:24 min |
| Gipfelhöhe             | 15.865 m |
| Reichweite             | maximal 1.530 km |
| Bewaffnung             | 2 × 30-mm-Aden-Bordkanonen 4 Fairey-Firestreak-Luft-Luft-Raketen oder 4 Behälter mit ungelenkten Raketen oder 4 Bomben à 454 kg |
| Radar                  | Westinghouse AN/APQ-43 |

## Stationierungsorte in Deutschland
- Royal Air Force Germany
  - RAF Brüggen, August 1957 bis Januar 1961, Javelin FAW.1/FAW.4/FAW.5 (87. Squadron)
  - RAF Geilenkirchen, Januar 1959 bis Januar 1966, Javelin FAW.4/FAW.5/FAW.8/FAW.9, (3., 11. Squadron)
  - RAF Laarbruch, Januar 1960 bis Dezember 1962, Javelin FAW.5/FAW.9 (5. Squadron)